# Au temps d'harmonie
Au temps d'harmonie est un tableau du peintre français Paul Signac réalisé en 1895 à Saint-Tropez. Cette huile sur toile pointilliste représente un bord de mer où de nombreux personnages se livrent çà et là à différentes activités relevant essentiellement du loisir, parmi lesquelles la cueillette, la pétanque, la lecture, la danse ou la peinture. Exposée au Salon des indépendants de 1895, elle l'est désormais dans l'escalier d'honneur de l'hôtel de ville de Montreuil, en Seine-Saint-Denis.
Le titre de l'œuvre était originellement Au temps d'anarchie. Il a été changé par autocensure. Mais la peinture conserve un sous-titre utopiste à défaut d'être ouvertement anarchiste : « L'âge d'or n'est pas dans le passé, il est dans l'avenir ».